# Heliophanus mirabilis
Heliophanus mirabilis là một loài nhện trong họ Salticidae.
Loài này thuộc chi Heliophanus. Heliophanus mirabilis được Wanda Wesołowska miêu tả năm 1986.